# Fagne (lande)
Cet article court présente un sujet plus développé dans : Faing.
Pour les articles homonymes, voir Fagne.
Une fagne est une lande marécageuse et tourbeuse (tourbière). Le mot est d'origine gallo-romane (fania), et étymologiquement apparenté à « fange ».
Ce terme est employé comme toponyme sur les plateaux de l'Ardenne, des Vosges cristallines, de l'Ain et des cantons suisses de Vaud et du Jura.